# ㅛ
Cette page contient des caractères spéciaux ou non latins. S’ils s’affichent mal (▯, ?, etc.), consultez la page d’aide Unicode.
ㅛ est un jamo du hangeul, l'alphabet utilisé pour écrire le coréen.

## Représentation informatique
- Unicode :
  - ㅛ : U+315B[1]
  - ᅭ : U+116D